# Jaçanã-rabo-de-faisão
A jaçanã-rabo-de-faisão, jaçanã-cauda-de-faisão ou jaçanã-faisão (Hydrophasianus chirurgus) é uma espécie de ave limícola da família dos jacanídeos, pertencente ao gênero monotípico Hydrophasianus. Como todas as outras jaçanãs, possui dedos e unhas alongados que os permitem caminhar na vegetação flutuante em lagos rasos. Também podem nadar ou vadear na água enquanto buscam por presas, principalmente invertebradas. São encontrados na Ásia tropical do oeste do Iêmen até ao leste das Filipinas, e movem-se sazonalmente em partes de sua distribuição. São as únicas jaçanãs que migram por longas distâncias e com diferentes plumagens durante o período reprodutivo. A jaçanã-rabo-de-faisão forrageia nadando ou caminhando na vegetação aquática. As fêmeas são maiores do que os machos e são poliândricas, colocando várias ninhadas que são criadas por diferentes machos em seu harém.

## Descrição

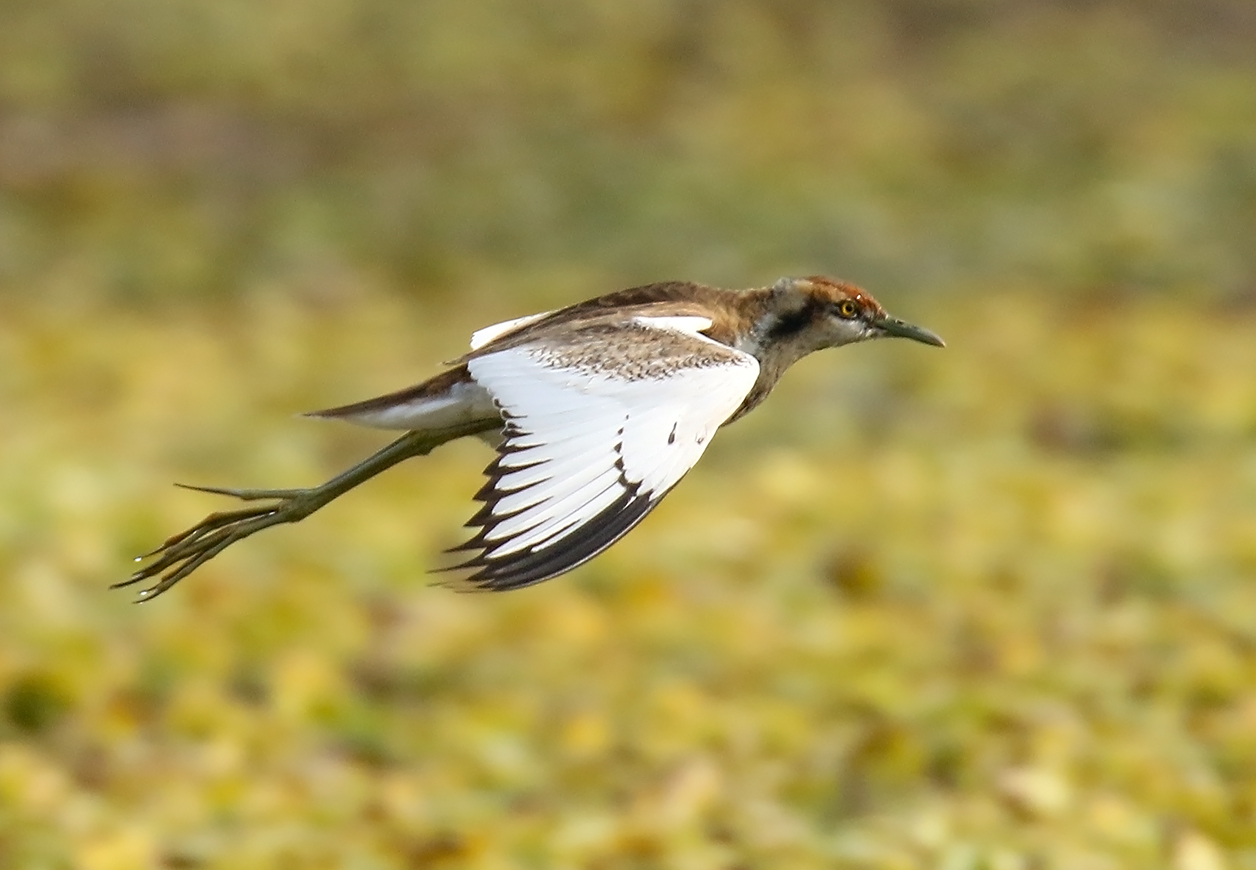
Em voo, um pássaro na plumagem não reprodutiva. Observe a ponta pontiaguda do quarto primário.

A jaçanã-rabo-de-faisão é notável e inconfundível. É a espécie com maior comprimento da família das jaçanãs quando as penas da cauda são incluídas. É a única jaçanã que possui plumagens reprodutivas e não reprodutivas diferentes. A plumagem reprodutiva é marcada pelas alongadas penas centrais da cauda que deram o nome ao mesmo. O corpo é marrom chocolate, com a face branca e a parte de trás da coroa preta com estrias brancas descendo pelos lados do pescoço, que separam o branco frontal do pescoço e o amarelo dourado da nuca. As asas são predominantemente brancas. Em voo, a asa mostra uma borda preta formada por preto nas rêmiges primárias e nas pontas das secundárias externas. A coberteira das asas são castanhos claros e as escapulares podem ser verdes ou roxas brilhantes. Fora da estação reprodutiva, o topo da cabeça e o dorso são marrom-escuros e apenas um pouco das penas douradas da nuca podem ser visto. Uma listra escura desce pelos lados do pescoço e forma um espécie de colar escuro na frente branca ligeiramente manchada. As duas primárias externas têm uma extensão delgada (lanceolada ou espatulada) que se alarga na ponta. A quarta pena primária tem uma ponta aguda formada pela haste após a perda da teia. Os indivíduos juvenis têm a parte superior marrom e o colar escuro é falho. Alguns traços da faixa preta na lateral do pescoço e as asas brancas diferem os imaturos da jaçanã-rabo-de-faisão do juvenil da jaçanã-asas-de-bronze (Metopidius indicus). Desenvolveram fortes esporões afiados do carpo que são mais longos nas fêmeas. As esporas também podem sofrer muda, mas não foi especificamente descrito nesta espécie. A cauda é curta e fortemente graduada. O bico é mais delgado do que jaçanã-asas-de-bronze e é preto-azulado com uma ponta amarela quando estiver se reproduzindo, e marrom opaco com base amarelada quando não estiver se reproduzindo. A perna é cinza-azulada escura e a íris é marrom.
Shufeldt descreveu as características do esqueleto de um espécime coletado em Luzon como sendo típicas de jaçanãs, mas que o crânio se assemelha em alguns aspectos aos de maçaricos. O crânio e a mandíbula são ligeiramente pneumatizados, ao contrário de outros ossos, e o esterno tem um entalhe na lateral que serve como ponto de fixação para processos xifóides longos e delgados.

## Taxonomia e sistemática

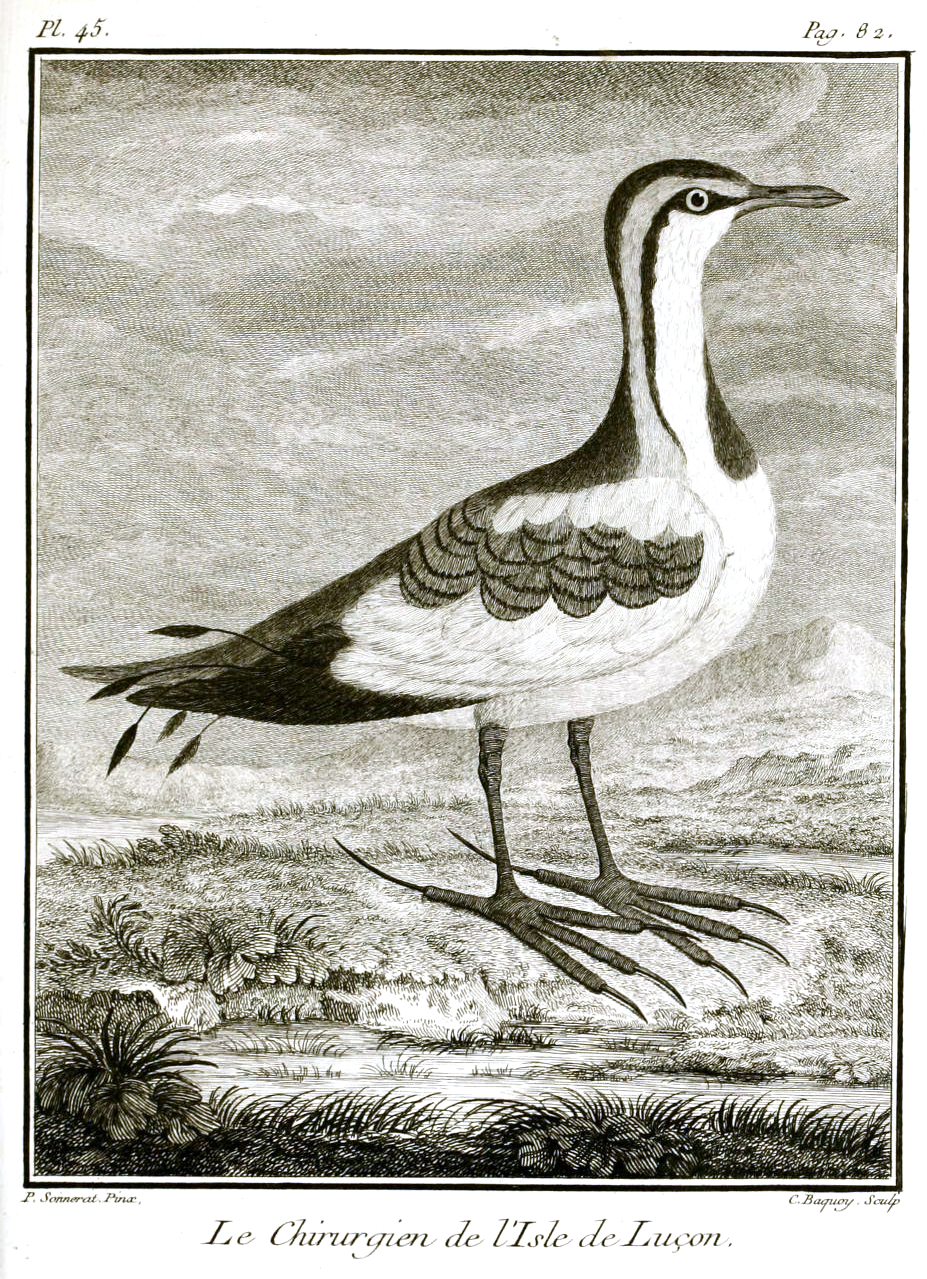
Ilustração feita por Sonnerat, "cirurgião da ilha de Luzon" (1776)

A jaçanã-rabo-de-faisão foi descrita pelo explorador francês Pierre Sonnerat em seu livro Voyage à la Nouvelle Guinée de 1776, na qual incluiu uma ilustração do pássaro que chamou de "Le Chirurgien de l'Isle de Luzon", numa tradução literal; "o cirurgião da ilha de Luzon". Ele descreveu a ave tendo dedos longos, as penas alongadas da cauda lembrando as lancetas usadas para sangrias pelos cirurgiões da época. Com base nessa descrição, o espécie recebeu um binômio por Giovanni Scopoli em 1787 em seu livro Deliciae florae et faunae Insubricae (Pars II), onde ele a colocou no gênero Tringa. Ele manteve o nome chirurgus para o nome específico. Posteriormente, foi colocado no gênero Parra (também com o protótipo de Parra luzonensis) junto com outras jaçanãs e, ainda mais tarde, os gêneros dentro da família dos jaçanãs (anteriormente chamados de Parridae) foram separados.

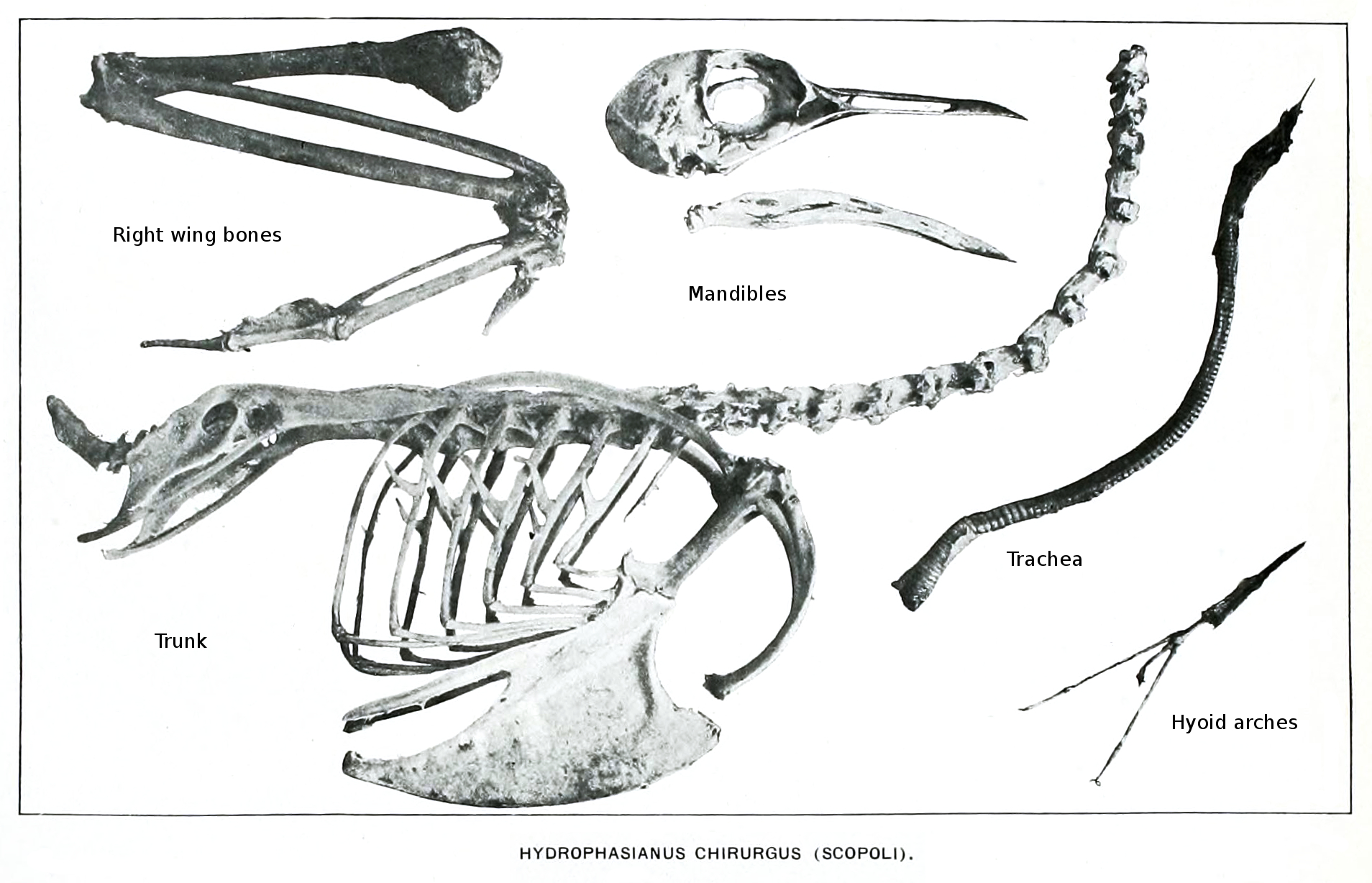
Esqueleto de uma fêmea apresentando esporão na asa, pneumatização da base da mandíbula superior, tronco com esterno, traqueia e hióide

O nome genérico Hydrophasianus, que significa "faisão aquático", foi erigido por Johann Georg Wagler em 1832, pois a espécie era distinta por ter um bico delgado, sem qualquer lapela frontal, tendo uma garra posterior mais curta do que Metopidius, e as duas penas primárias externas com alongamentos lanceolados e a quarta primária sendo pontuda. A distinta plumagem nupcial é única entre os jaçanãs.

### Medidas
A seguir estão as medidas padrão de aves de um estudo baseado em espécimes vivos durante a temporada de reprodução na Tailândia e são calculadas em média de 17 machos e 4 fêmeas. Algumas medidas são de Rasmussen e Anderton (2005), onde a medida da cabeça (intervalo dado ao invés da média) é da ponta do bico até a parte de trás do crânio.
| Medições         | Medições | Medições |
| ---------------- | -------- | -------- |
|                  | Machos   | Fêmeas   |
| massa (g)        | 129.2    | 140.7    |
| bico (cm)        | 2.89     | 3.12     |
| asas (cm)        | 24.76    | 25.83    |
| tarsos (cm)      | 5.72     | 6.33     |
| cauda (cm)       | 25.75    | 28.34    |
| cabeça (cm)      | 5.3-5.5  | 5.8-6.3  |
| comprimento (cm) | 45.91    | 50.27    |

As medições da massa corporal podem variar amplamente com base nas condições fisiológicas e geralmente não são usadas para fins taxonômicos. Um conjunto de dados das Filipinas fornece faixas de massa corporal de 120-140g  em machos e 190-200g para fêmeas.

## Distribuição e habitat

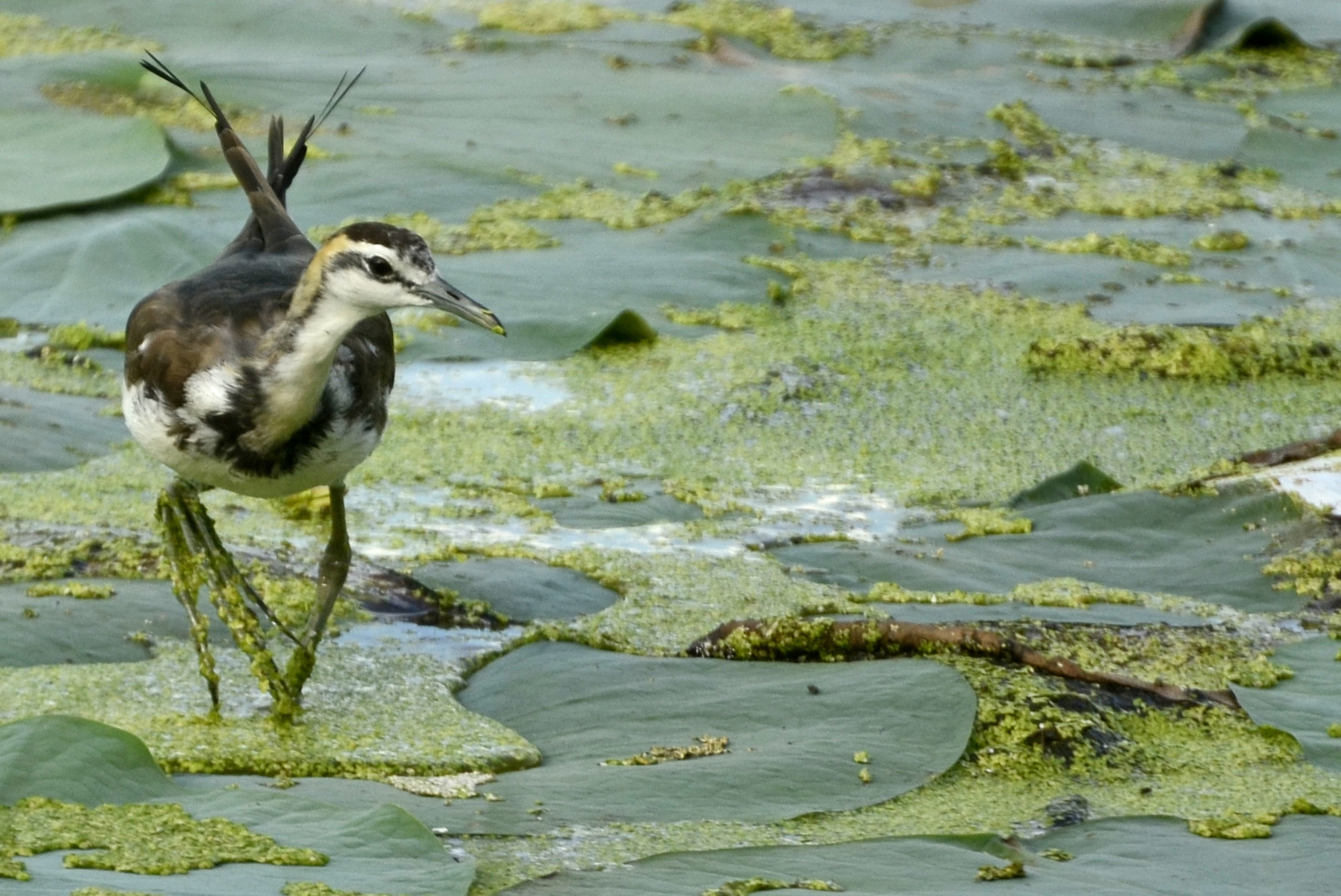
Em plumagem fora da reprodução, observe as extensões para as pontas das primárias externas e o colar escuro

É residente na Índia tropical, sudeste da Ásia e Indonésia, se sobrepõe amplamente em sua distribuição com a jaçanã-asas-de-bronze, mas, ao contrário da jaçanã-asas-de-bronze, esta espécie é encontrada no Sri Lanka. Pode ser encontrada em lagos pequenos a grandes, desde que tenha vegetação flutuante suficiente. É residente em grande parte de sua distribuição, mas os exemplares do norte da China e do Himalaia migram ao sul de suas áreas para o sudeste da Ásia e Índia peninsular, respectivamente. Em Nanquim, as aves partem em novembro e voltam no verão, na terceira semana de abril. Algumas aves chegam com plumagem não reprodutiva. Também é residente em Taiwan, onde é considerada ameaçada de extinção. Os pássaros se dispersam no verão e alguns foram registrados como vagantes em Socotorá, Catar, Austrália e sul do Japão. A espécie tende a ser mais comum em elevações mais baixas, mas são encontradas em altitudes mais elevadas, no Himalaia e na Caxemira (La go Vishansar) durante o verão existem registros que chegam a até 3650m de altitude, e a 3800m em Lahul.

## Comportamento e ecologia
As principais fontes de alimento da jaçanã-rabo-de-faisão são insetos, moluscos e outros invertebrados colhidos na vegetação flutuante ou na superfície da água. Fazem o forrageamento caminhando sobre a vegetação e também nadando na água, algo parecido com o comportamento dos falaropos (Hoffmann afirma que essas jaçanãs vadeiam em águas mais profundas, mas nunca nadam). Também ingerem algas filamentosas, sementes e material vegetal, mas isso pode ser puramente acidental. Bandos de 50 a 100 indivíduos podem ser encontrados em um único corpo d'água e podem se tornar muito mansos e habituados à presença humana. Geralmente voam baixo sobre a superfície da água, mas também podem atacar raptores no ar e ao pousar, mantendo suas asas abertas até que encontrem um equilíbrio firme.
O chamado típico é "me-onp" ou um nasal "teeun" entre bandos de inverno. Machos e fêmeas têm vocalizações diferentes durante a temporada de reprodução e existem variantes contextuais. Os juvenis produzem um pio baixo com o bico fechado.

### Reprodução

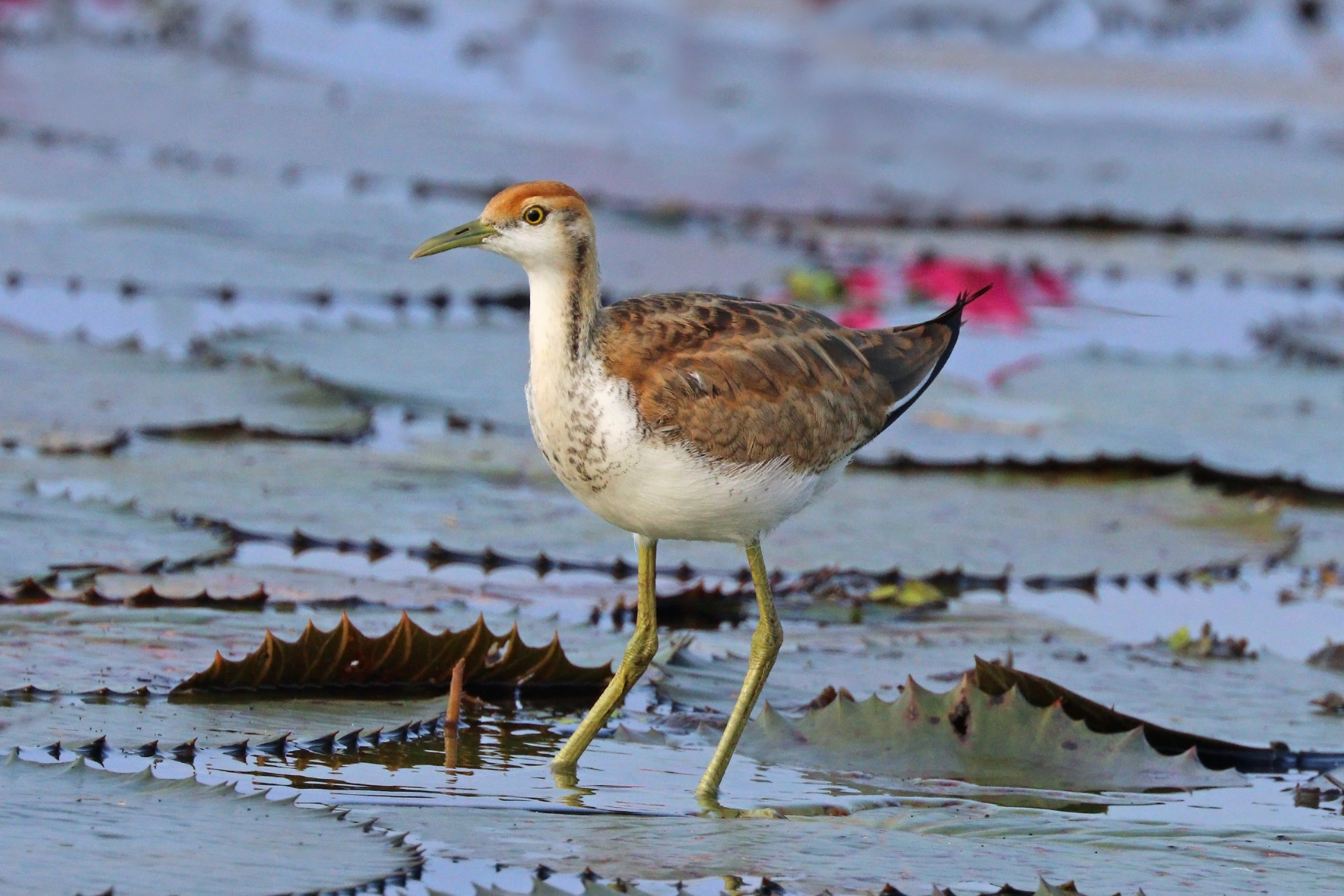
Um jovem tem uma faixa escura na lateral do pescoço, ao contrário de um jovem jaçanã-asas-de-bronze.

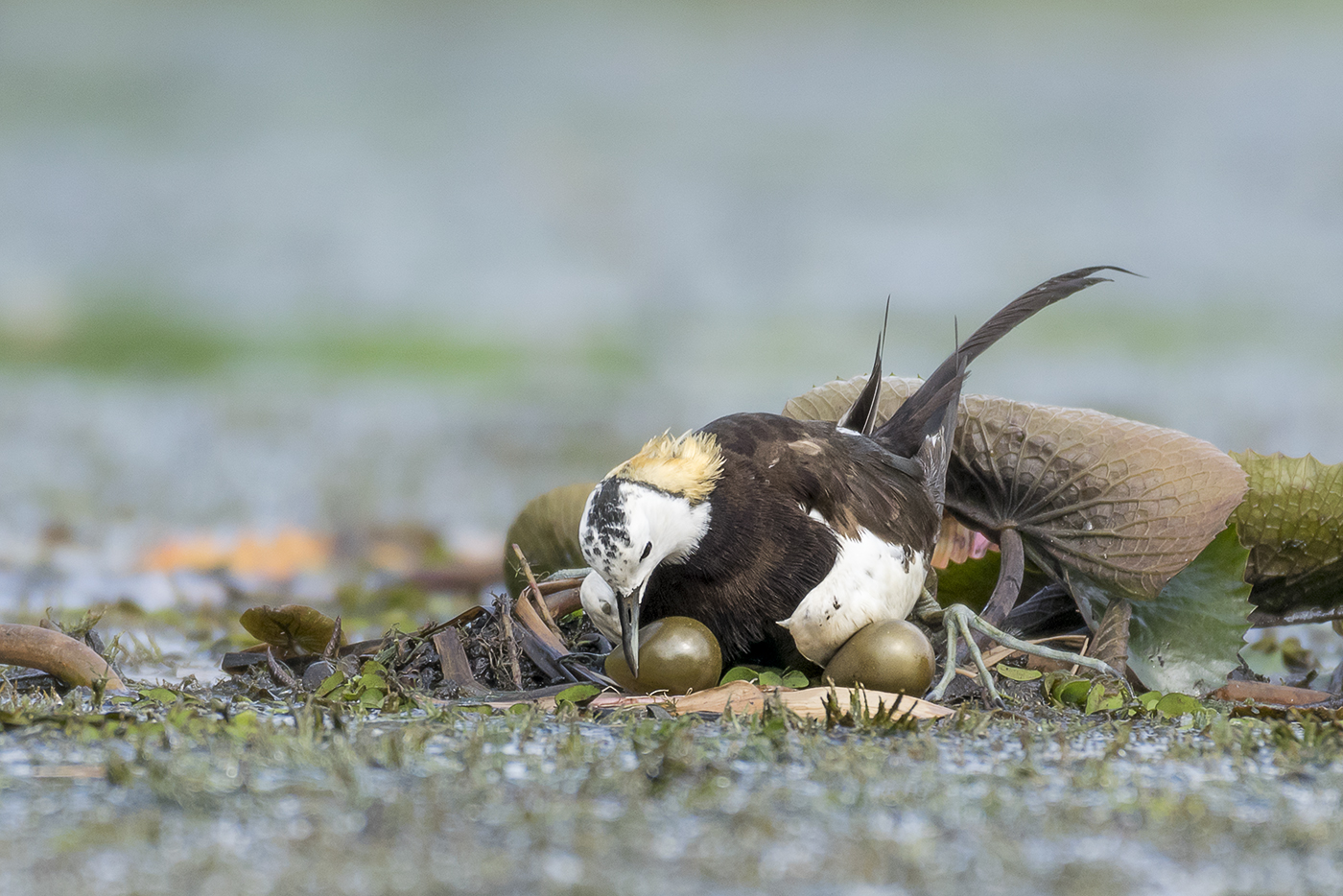
Uma jaçanã-rabo-de-faisão macho protegendo seus ovos no pântano Diyasaru Uyana, Sri Lanka.

Essas jaçanãs se reproduzem na vegetação flutuante durante a estação das chuvas. No sul da Índia, se reproduz na temporada de monções, de junho a setembro. Elas são poliândricas e uma fêmea pode fazer até 10 ninhadas em uma única temporada que são criadas por diferentes machos. A cortejo consiste em exibições durante o voo ao redor de outros indivíduos machos junto com o chamado típico. A fêmea constrói um ninho na vegetação flutuante feita de folhas e caules de plantas com uma depressão no centro. Uma única ninhada consiste em quatro ovos castanho-oliva-escuros com manchas pretas brilhantes (ocasionalmente, um ovo em uma ninhada pode ter cor esverdeada) que são postos pela manhã em intervalos de 24 horas entre cada ovo. Quando um ovo é perdido no estágio de um ou dois ovos, o ninho será destruído pelo pai e um novo é construído no lugar, mas a perda durante o último estágio do ovo não resulta em substituição. Uma vez que a ninhada de quatro é colocada, o macho começa a incubação e a fêmea vai embora para cortejar um outro macho. Em um estudo na Tailândia, foi descoberto que uma única fêmea levava de 17 a 21 dias para colocar a próxima embreagem. Um estudo na China descobriu que as fêmeas tomavam de 9 a 12 dias e colocavam cerca de 7 a 10 ninhadas em uma temporada. Os machos podem mover ou arrastar os ovos segurando-os entre o bico e o peito ou entre as asas e o corpo. Eles também podem empurrar e fazer os ovos flutuarem sobre a água e em plataformas de vegetação próximas quando perturbados. Os ninhos podem ser movidos a distâncias de cerca de 15 metros. Os machos próximos do ninho também podem realizar falsas exibições de asas quebradas para distrair a atenção dos predadores. Os ovos são incubados por 26 a 28 dias. Durante os primeiros dias de incubação, a fêmea defende o ninho, perseguindo outras aves aquáticas que podem se aproximar voando sobre elas. Em combate territorial, dão bicadas e atacam simultaneamente com ambas as asas. Os machos se alimentam ativamente de manhã e à tarde e tendem a sentar-se no ninho durante a parte mais quente do dia. Os filhotes nidífugos felpudos ficam parados quando ameaçados ou quando o macho indica alarme, podendo ficar parcialmente submersos apenas com o bico fora d'água.
Os ovos podem ser predados por garças, enquanto os filhotes podem ser apanhados por aves de rapina, como penereiros-cinzentos. O parasita trematódeo Renicola philippinensis foi descrito a partir do rim de um espécime de jaçanã-rabo-de-faisão no jardim zoológico de Nova York, enquanto Cycloceolum brasilianum foi registrado na Índia. A espécie de piolho de pássaro Rallicola sulcatus foi descrita a partir de um indivíduo muito similar ao Rallicola indicus que estava parasitando uma jaçanã-asas-de-bronze. Outro piolho de pássaro conhecido dessa espécie é o Pseudomenopon pilosum.

## Na cultura
A jaçanã-rabo-de-faisão é comumente distribuído em lagos de lírios no Sri Lanka e por causa de seu canto similar a um miado de um gato é conhecido como "rabo-de-gato" ou juana em cingalês. No distrito de Cachar de Assam, é conhecido pelo nome de Rani didao gophita, que se traduz como "Princesinha da Água Branca".